# Microhystricia gourlayi
Microhystricia gourlayi är en tvåvingeart som beskrevs av Malloch 1938. Microhystricia gourlayi ingår i släktet Microhystricia och familjen parasitflugor. Inga underarter finns listade i Catalogue of Life.